# أستراليا المفتوحة 2002
هنا قائمة ببطولات أستراليا المفتوحة لسنة 2002:

## الكبار

### فردي رجال
توماس يوهانسون () هزم مارات زافين (), 3-6, 6-4, 6-4, 7-6(4)

### فردي سيدات
جينيفر كابرياتي * () هزم مارتينا هينغيز (), 4-6, 7-6(7), 6-2

### زوجي رجال
مارك نوليز ()ودانييل نيستور () هزم ميشيل لودرا وفابريس سانتورو (), 7-6, 6-3

### زوجي سيدات
مارتينا هينغيز ()وآنا كورنيكوفا () هزم دانييلا هانتوتشوفا () وأرانتكسا سانشيز فيكاريو (), 6-2, 6-7, 6-1

### زوجي مختلط
دانييلا هانتوتشوفا ()وكيفين أولايت () هزم باولا سواريز وغاستون إتليس (), 6-3, 6-2
* تم الحفاظ على العديد من نقاط المباراة في شوط كسر التعادل.

## الشباب

### فردي أولاد
كليمنت موريل () هزم تود رايد (), 6-4, 6-4

### فردي بنات
باربورا سترايكوفا () هزم ماريا شارابوفا (), 6-0, 7-5

### زوجي أولاد
رايان هنري وتود رايد ()

### زوجي بنات
غيسيلا دولكو () وأنجيليكا وايدجاجا ()